# 1991 OM1
1991 OM1 är en asteroid i huvudbältet som upptäcktes den 18 juli 1991 av den belgiske astronomen Henri Debehogne vid La Silla-observatoriet.
Den har en diameter på ungefär 5 kilometer och den tillhör asteroidgruppen Nysa.